# TOKIO HOT 100
『TOKIO HOT 100』（トキオ・ホット・ワンハンドレッド）は、J-WAVEで毎週日曜午後に生放送されているカウントダウン番組。またJFL各局で制作されている「HOT 100」の1つで、企画ネット番組でもある。
スポンサーはクレディセゾン（SAISON CARD名義）で、J-WAVEワイドプログラムで唯一の冠スポンサー番組になっている。そのため、正式にはスポンサー名をかぶせて『SAISON CARD TOKIO HOT 100』（セゾンカード・トキオ・ホット・ワンハンドレッド）となる。

## 概要
J-WAVEでのオンエアチャート・ビルボードジャパンのデータより、音楽ストリーミングサービス・ダウンロード・動画再生回数・CDセールス・Twitterのツイート回数をポイントで集計し、J-WAVEのオフィシャルチャートとして、毎週100曲のオリジナルランキングをオンエアしていく。
尚、番宣CMではナビゲーターのクリス・ペプラーが、先週のランキング上位5曲などを伝えるCMを流している。
番組は通常、六本木の六本木ヒルズ33階にあるJ-WAVEのスタジオから行われているが、フジロックフェスティバル開催期間中は苗場スキー場のブースから公開生放送を行っている。また、2003年9月までは千葉県浦安市の舞浜イクスピアリから公開生放送を行っていた時期もあった。2003年10月にJ-WAVEが六本木ヒルズに移転してからは六本木ヒルズ内にあるJ-WAVEのけやき坂スタジオから放送する事もある。
1990年代後半に、本番組のランキングがアメリカの音楽業界誌『ビルボード』に掲載されていた。
番組の公式ハッシュタグは「#トキホ」（2024年7月以降）。以前は「#tokio_hot100」「#th100」などが公式ハッシュタグとして用いられており、2024年6月までの公式ハッシュタグ「#tokiohot100」は現在でも慣用的に用いられている。

### ランキングのシステム
- 「J-WAVE全番組でのオンエア」
- 「音楽ストリーミングサービス（Billboard Japan Streaming Songs）」（2022年4月3日分〜）
- 「ダウンロード（Billboard Japan Download Songs）」（2022年4月3日分〜）
- 「動画再生回数（YouTube、GYAO!）」（2022年4月3日分〜）
- 「CDセールス（サウンドスキャンジャパン）」（2022年4月3日分〜）
- 「SNSのポスト回数（Twitterのツイート回数）」（2022年4月3日分〜）

をポイント計算し、100曲を選んでいる。
放送開始当初からウェイトを置いているのは「全番組でのオンエア」。これはリスナーリクエスト、ナビゲータやディレクターをはじめとする番組スタッフが選曲したものを含めた『J-WAVEでのオンエア回数』であるが、それ以外の要素は時代により変化している。
一つは「CDセールス」。これは番組のチャートを決定づける重要な要素で、都内主要CD SHOPであるTOWER RECORDS、HMV、SHINSEIDO、山野楽器、Virgin Megastores JapanのCDシングル・アルバムのセールスがチャートの行方を握った。ところが、Virgin Megastores Japanは2009年元日付でTSUTAYA STORESホールディングスに吸収合併され解散、また全店舗が閉鎖となったことから対象より外れた。また、そのタイミングで新星堂もポイント加算対象から外れた。2018年10月よりamazon.co.jpにおける売り上げが加わっている。
次は「リスナーズ・ポイント」。リクエスト（ミュージック・シェア）自体はあるが、リスナーからのリクエストのみを受け付ける番組が縮小していったため、2013年4月7日より、番組チャートに【VOTE!!】ボタンを設置。"VOTE"とは"投票"を意味し、【VOTE!!】のクリック回数によるリスナーズ・ポイントを新たな要素に加えた。
ところが、音楽聴取者の聴き方がさらに多様化し、CDセールスやリスナー投票だけでは測り切れないと判断してか、2018年10月からはApple Music、Spotify、Amazon Music Unlimitedなど「音楽ストリーミングサービスによる聴取データ」を新たに加えた。
2022年4月3日放送分からは構成要素を変更、Billboard JAPANの協力を得て、Billboard Japan Hot 100のチャートを構成する要素のうち、CD売上・ダウンロード・ストリーミング・Twitter・動画再生回数の5つの指標を使用する形式となった。また、TwitterのXへの改称後は、「Twitterのツイート回数」を「SNSのポスト回数」として紹介されるようになった。

### 通算NO.1獲得記録
| 週数 | 曲                           | アーティスト                      | 1位獲得期間                                             |
| ---- | ---------------------------- | --------------------------------- | ------------------------------------------------------- |
| 12   | NO SCRUBS                    | TLC                               | 1999年3月7日〜5月2日(9週) 5月16日〜5月30日(3週)         |
| 12   | APT.                         | ROSÉ & BRUNO MARS                 | 2024年11月3日〜12月8日(6週) 12月29日〜2025年2月2日(6週) |
| 11   | I WILL ALWAYS LOVE YOU       | WHITNEY HOUSTON                   | 1992年12月13日〜1993年2月21日                           |
| 11   | HUNG UP                      | MADONNA                           | 2005年11月13日〜2006年1月22日                           |
| 10   | BATDANCE                     | PRINCE                            | 1989年7月2日〜9月3日                                    |
| 10   | VIRTUAL INSANITY             | JAMIROQUAI                        | 1996年9月29日〜12月1日                                  |
| 10   | VIVA LA VIDA                 | COLDPLAY                          | 2008年6月22日〜8月17日(9週) 9月7日                      |
| 9    | GYPSY WOMAN (SHE'S HOMELESS) | CRYSTAL WATERS                    | 1991年7月14日～9月8日                                   |
| 9    | I LOVE YOUR SMILE            | SHANICE                           | 1992年2月2日～3月29日                                   |
| 9    | DREAMLOVER                   | MARIAH CAREY                      | 1993年9月19日～11月14日                                 |
| 9    | HAPPY PILLS                  | NORAH JONES                       | 2012年3月18日～4月1日(3週) 5月6日～6月10日(6週)         |
| 9    | GET LUCKY                    | DAFT PUNK FEAT. PHARRELL WILLIAMS | 2013年5月5日 5月19日～6月30日(7週)、7月14日             |

### 初登場1位記録
| オンエア日     | 楽曲            | アーティスト                                        | 備考                                                                                                |
| -------------- | --------------- | --------------------------------------------------- | --------------------------------------------------------------------------------------------------- |
| 2016年1月17日  | LAZARUS         | DAVID BOWIE                                         | 史上初の初登場1位                                                                                   |
| 2017年1月22日  | WE ARE          | ONE OK ROCK                                         | |
| 2021年3月21日  | ONE LAST KISS   | 宇多田ヒカル                                        | |
| 2022年7月31日  | STAY WITH ME    | CALVIN HARRIS, JUSTIN TIMBERLAKE, HALSEY & PHARRELL | |
| 2022年8月21日  | HAPPINESS       | THE 1975                                            | 初登場1位から4週連続1位は藤井 風「HACHIKŌ」と並び最多記録タイ                                       |
| 2022年10月23日 | GRACE           | 藤井 風                                             | |
| 2023年6月11日  | DANCE THE NIGHT | DUA LIPA                                            | |
| 2023年10月1日  | RELAY〜杜の詩   | サザンオールスターズ                                | |
| 2024年6月2日   | LUNCH           | BILLIE EILISH                                       | |
| 2025年6月22日  | HACHIKŌ         | 藤井 風                                             | 史上初の同一アーティストによる2曲目の初登場1位。初登場1位から4週連続1位はTHE 1975と並び最多記録タイ |

## 番組の歴史
- 1988年10月2日 「PIONEER TOKIO HOT 100」として正式に放送開始（当時のスポンサーはパイオニアの一社提供）[7]。番組中に流れるカウントダウンボイスはこのころから変わらず使用されており、当時制作チームにいたピストン西沢らが制作したものである[8]。当日は翌週の第1回チャート入りが予想される楽曲で構成。
- 1988年10月9日 第1回チャート発表。第1位はPHIL COLLINSの『A GROOVY KIND OF LOVE』。
- 1988年10月14日 日本テレビで同タイトルの番組が放送開始。FM発のTV番組として話題になり[9]、1990年9月まで放送。
- 1989年1月8日 前日の昭和天皇の崩御により、この回が唯一放送休止に。この回の第1位はBON JOVIの『BORN TO BE MY BABY』。
- 1989年9月3日 PRINCEの『BATDANCE』が番組史上初となる10週連続1位を達成。同年の年間チャートでも1位を獲得。
- 1993年2月21日 WHITNEY HOUSTONの『I WILL ALWAYS LOVE YOU』が前述のプリンスの記録を塗り替える11週連続1位を達成。
- 年末年始には年間チャートを9時間にわたり発表する「DYNAMIC AIRPLAY」が放送されていた。
- 1995年10月1日 冠スポンサーがパイオニアからサッポロビールになるのに伴い、番組タイトルが「SAPPORO BEER TOKIO HOT 100」となり、テーマソングや一部番組ジングル、ロゴのリニューアルを行った。
- 1999年5月30日 TLCの『NO SCRUBS』が1位に。これで通算12週目のNO.1となり、通算では歴代最多NO.1記録となる。
- 2000年4月16日 椎名林檎の『虚言症』が邦楽初の1位になる。
- 2002年1月20日 LOVE PSYCHEDELICOの『STANDING BIRD』が1位を獲得。HOT POPPERで1位となった曲（後述）としては番組史上最高となる96位から95ランクアップ。
- 2002年4月7日 番組リニューアル。チャート発表が過去の100位→1位カウントダウンスタイルから、100位→41位の下位パート、40位→1位の上位パートに分け、シャッフルして発表する形式に変更。また、楽曲チャート以外に書籍や雑貨などの売上げランキングを紹介するようにもなる。同時に女性ナビゲーターが加わりツインナビゲート制となる。
- 2004年10月3日 クリス単独での進行に変更。同時にランキングも100位から順に紹介するようになった。
- 2006年1月1日 2005年年間チャートにて、Def Techの『MY WAY』が、邦楽(J-POP)としては初のNo.1ソングになる。
- 2006年1月22日 マドンナの『HUNG UP』が11週連続1位となり、前述のホイットニーが持っている連続1位の歴代タイ記録に並ぶ。
- 2007年12月2日 放送1000回を迎える。1000回目のNO.1はALICIA KEYSの『NO ONE』。
- 2009年4月5日 冠スポンサーがサッポロビールから日本マクドナルドになるのに伴い、番組タイトルが「McDonald's TOKIO HOT 100」となった（同時期にZIP-FMの『ZIP HOT 100』でも冠スポンサーになっている）。あわせてテーマソングや一部番組ジングル、ロゴのリニューアルを行った。なお、当番組名における冠スポンサー名部分の読み上げは通常英語読みであるが、この時期のみ「マクドナルド」と日本語読みであった。
- 2011年3月13日 2日前に発生した東北地方太平洋沖地震（東日本大震災）を受け、4月一杯まで番組内容を一部変更。また、13日は特に地震の余震の関係上ゲストも呼ばず、4時間楽曲を中心としたオンエアとなった。
- 2013年4月14日 サカナクションの『ミュージック』が1位を獲得。シングルセールス・オンエアポイントが抜群だったことから1月27日から4週連続1位、その後4週間首位から退くものの、アルバムセールス・それによるオンエアポイントも再び増加し、3月24日から再び4週連続1位を獲得。通算で8週間1位となった。日本人アーティストで通算としては最長の記録となり、同年の年間チャートでも2位を獲得した[10][11]。
- 2013年12月31日 2013年年間チャートが、9:00-17:55に「YEAR END SPECIAL "TOKIO HOT 100 THE ANNUAL COUNTDOWN SLAM JAM 2013"（イヤーエンドスペシャル - ジ・アニュアル・カウントダウン - ）」として放送された[12]。
- 2014年1月25日 サカナクションの『グッドバイ』が1位を獲得。3位には両A面シングルのもう片方の曲『ユリイカ』がランクインし、TOP3に2曲ランクインさせた。同じアーティストがTOP3に2曲以上入るのは番組史上初[13]。
- 2014年10月5日 冠スポンサーが日本マクドナルドからOlympicグループになるのに伴い、番組タイトルが「Olympic TOKIO HOT 100」となり、テーマソングや一部番組ジングル、ロゴのリニューアルを行った。
- 2015年6月28日 星野源の「SUN」が7週連続1位となり、2008～2009年と年をまたいだMR. CHILDREN『エソラ』、宇多田ヒカルが持つ日本人アーティストの最長連覇記録であった5週連続1位を更新。日本人アーティスト最長連覇記録を樹立した。同年の年間チャートでも3位を獲得[14][15]。
- 2015年10月4日 冠スポンサーがOlympicグループからクレディセゾンになるのに伴い、番組タイトルが「SAISON CARD TOKIO HOT 100」となる。テーマソングや一部番組ジングル、ロゴのリニューアルを行った。なお、オープニングとエンディングにかかるジングルはRIP SLYMEのDJ FUMIYAが製作。タイトルコールには過去にゲストで出演した事があるジェイムス・ブラウンのタイトルコールが使われている。
- 2015年12月31日 2013年と同様、年間チャートを9時間放送した[16]。
- 2016年1月17日 DAVID BOWIEの『LAZARUS』が1位を獲得。1月10日にボウイが亡くなった[17]ことを受け、各番組で追悼オンエアが集中。その結果、番組史上初となる初登場1位となった[18]。
- 2016年1月24日 SUCHMOSの『STAY TUNE』が1位を獲得。デビューから1年以内で1位を獲得したアーティストは2005年のDEF TECH『MY WAY』以来11年ぶり2組目[19]。
- 2017年1月1日 2016年の年間チャートを放送。RADWIMPSの『前前前世』が年間No.1に。2005年のDEF TECH『MY WAY』以来、邦人アーティストが年間1位を獲得するのは11年ぶりのことで、史上2組目のアーティストとなった[20][21]。
- 2017年1月15日 BRUNO MARSの『24K MAGIC』が3度目の首位返り咲きで通算7度目の1位に。3度目の首位返り咲きはACE OF BASE『ALL THAT SHE WANTS』、THE OFFSPRING『PRETTY FLY』に並ぶ歴代1位[22]。
- 2017年5月21日 ゲスの極み乙女。の『シアワセ林檎』が2位に。ニューアルバム『達磨林檎』のセールスポイントが加算され、初登場100位（2017/5/14付）から98ポイントアップとなり、NORAH JONES、ZAYNの持つ97ポイントアップ（どちらの曲も100位→3位）を塗り替え、HOT POPPER史上最も順位を上げた曲となった[23]。
- 2017年5月28日 NULBARICHの『IT'S WHO WE ARE』が1位に。2005年のDEF TECH『MY WAY』、2016年のSUCHMOS『STAY TUNE』に続き、デビューから1年以内で1位になった3組目のアーティストとなった[24][25][26]。
- 2017年6月4日 平井堅の『ノンフィクション』が5位に。これで通算72曲目のエントリーとなり、歴代最多エントリーアーティストとして記録を更新した[27]。
- 2017年7月2日 放送1500回を迎える。NO.1はKATY PERRY FEAT. MIGOSの『BON APPETIT』[28]。
- 2017年10月15日 HI-STANDARDの『THE GIFT』が2位に。ニューアルバム『THE GIFT』のセールスポイントが加算され、前述のゲスの極み乙女。の『シアワセ林檎』と同様、初登場100位（2017年10月8日）から98ポイントアップし、HOT POPPER史上最も順位を上げた曲となった[29]。
- 2017年11月26日 AbemaTVにAbemaRADIOチャンネルが開設されるのを受けて、この日にSPECIAL2チャンネルでプレ配信を行い、翌週の12月3日よりAbemaRADIOチャンネルで正式にサイマル配信を開始。
- 2018年10月7日 放送30周年を迎える。この日は六本木ヒルズ界隈で「J-WAVE 30th ANNIVERSARY FESTIVAL "TOKYO SOUND EXPERIENCE"」開催中であったことから、高橋優をゲストに迎えたパートで「J-WAVE MUSEUM」から公開生放送が行われた[30]。
- 2019年1月1日 レギュラーチャート30年分を再集計した「究極のJ-WAVEヒット中のヒット100曲」をカウントダウンする9時間の新春特番『J-WAVE 30TH ANNIVERSARY SPECIAL SAISON CARD TOKIO HOT 100 30 YEAR ULTIMATE COUNTDOWN』を放送（9:00〜17:55）[31]。
- 2019年3月3日 あいみょんが2月13日にリリースした『瞬間的シックスセンス』から6曲同時チャートインを果たし、歴代最高記録となった[32]。さらにこの記録は3週連続続き、こちらも歴代最高記録となっている[33]。
- 2019年7月7日 番組公式Instagramがスタート。さらにSHISHAMOがJ-WAVEのスタジオで生演奏した。
- 2020年9月6日 BTSの『DYNAMITE』がこのチャートでK-POP初の1位となる[34]。
- 2021年5月23日 平井堅の『1995』がNo.1に。これで通算18曲目の1位となり、2025年現在も歴代最多NO.1獲得アーティストとなっている。
- 2022年1月2日 2021年間チャートにてBTSの『BUTTER』がK-POPとしては初No.1ソングとなる。
- 2022年4月3日 番組リニューアル。カウントダウン方式が100位→91位、90位→81位・・・と10曲をまずフラッシュで紹介し、その中から注目曲を長尺でオンエアするスタイルに変わる（TOP10は変更なし）。また、海外アーティストへのインタビューが1時台、「週刊クリスペーパー」が2時台、スタジオにゲストを招くトークパートは3時台に変更に。「逆電バスター」は3時台のみの1回となる。
- 2022年9月11日 THE 1975「HAPPINESS」が1位に。初登場1位から4週連続1位となり、藤井 風「HACHIKŌ」（後述）と並び、初登場1位からの連覇記録の歴代最多タイ。
- 2022年12月25日 12月31日限りでのABEMA RADIOの終了に伴い、この日の放送をもって5年間のサイマル配信を終了。
- 2023年1月2日 2022年の年間チャートが2015年以来約7年ぶりに9時間のHOLIDAY SPECIAL枠で放送[35]。
- 2024年1月1日 前年に続き2023年の年間チャートを9時間のHOLIDAY SPECIAL枠で放送。事前に公開収録したクリスとジョン・カビラによる開局当時からのチャートを振り返る対談も放送。この日の16時過ぎに能登半島地震が発生、関連報道を随時放送するため、この時間以降の逆電バスターやアーティストコメントなど一部のコーナーを休止、これらに関しては7日の放送に振り替える措置が執られた。
- 2024年6月30日 聴取者参加のクイズコーナー「クイズ逆電バスター」にて、16週（16回、当時は週1回の実施）ぶりに挑戦者がクイズの問題に正解した。このコーナーでは1回につき一万円分のギフト券が商品として用意されているが、不正解の場合は次回へのキャリーオーバーとなるため、この回のギフト券は16万円相当額まで膨れ上がっていた。そしてこの回の挑戦者は約3ヶ月ぶりに問題に正解し、かなり高額となった商品を獲得した。
- 2024年7月7日 番組リニューアル。カウントダウン方式が100位→1位を順番にカウントダウンし、注目曲を長尺でオンエアするスタイルに戻る。コーナーも2022年4月以前の時間帯に戻るが、3時台には海外アーティストへのインタビューやライブの特集などといった企画ものも行われるようになる。
- 2025年1月1日 前年に続き、2024年の年間チャートをNEW YEAR SPECIALと題して9時間放送。
- 2025年2月2日 ROSÉ & BRUNO MARS「APT.」が、2024年11月3日付チャートから6週連続、12月29日付チャートから年を跨いで6週連続1位となり、通算12週目の1位。前述のTLCが持つ歴代最多NO.1記録に並ぶ。
- 2025年2月9日 3時台に新コーナー「MUSIC DON DON」がスタート。音楽界の首領「ドン」を読んでトークするというテーマで行う。初回ゲストは音楽塾ヴォイスの西尾塾長。
- 2025年6月22日 藤井 風の『HACHIKŌ』が初登場1位を獲得。2022年10月に初登場1位を記録した『GRACE』（前述）とこの曲で、同一アーティストが複数曲で初登場1位を獲得する史上初の出来事となった。[36]
- 2025年7月13日 藤井 風の『HACHIKŌ』が4週連続で1位を獲得。前述のTHE 1975が持つ初登場1位からの連覇記録に並ぶ。

## ナビゲーター
- クリス・ペプラー

JFL各局の「HOT 100」の中で唯一番組初回から現在に至るまでずっと続けており、試験放送・そして開局当初から現在まで長きに渡ってナビゲーターを務めている。
- 主なピンチヒッター

2013年9月22日はクリスが仕事の都合で休みとなり、SASCHAがピンチヒッターとして出演した。
2015年1月11日にはクリスが番組直前に体調不良となったため、DJ TAROとリアド慈英蘭が急きょ代打ナビゲーターを務めた。
2017年2月12日はクリスが仕事の都合で休みとなり、SASCHAと藤田琢己がピンチヒッターを務めた。ツインでの放送は2004年（前述）以来13年ぶり。
2017年2月19日はクリスがインフルエンザにかかったことから、2月12日と同様にSASCHAと藤田琢己が代打ナビゲートを急遽務めた。2週連続の代打による放送は今回が初めて。
2021年9月19日はクリスが私用で休みとなり、ハリー杉山がピンチヒッターを務めた。
2024年4月14日はクリスが私用で休みとなり、グローバーがピンチヒッターを務めた。
- 木次真紀（両者、J-WAVE インフォメーションアナウンサー）

2009年10月頃より担当。メインナビゲートではないが、基本的に毎週レギュラーでインフォメーション読み（HEADLINE NEWS、TRAFFIC INFORMATION）及び、週刊クリス・ペーパーの記事紹介を行う。

### 降板したナビゲーター
- 板倉香 （2002年4月-2002年9月）
- 君嶋ゆかり （2002年10月-2004年9月）

長年、クリス1人のナビゲートを続けていたが、2002年4月からツインナビゲートに変更された。2004年10月からは再びクリス1人のナビゲートに戻った。なお、この番組出演が縁でクリス・ペプラーと2006年10月10日に結婚している。
- 多田記子（J-WAVE インフォメーションアナウンサー）

メインナビゲートではないが、木次の前にインフォメーションやクリス・ペーパーの記事紹介を担当。

### 関連人物
- ピストン西沢

J-WAVE開局初期は裏方の仕事がメインであり、番組初期にディレクターを務めた1人である（二代目。1989年 - 1994年）。かつて、2度クリスが遅刻したときにクリスに代わって「つなぎ」で喋ったのが西沢。2008年10月のタイムテーブル上での「クリス・ペプラーとジョン・カビラの対談」の中や、TOKIO HOT 100の1000回目の放送でも語られている。

## 放送・配信時間
いずれもJST。
ラジオ
- J-WAVE 日曜 13時 - 16時54分
  - 当初は17時まで放送していたが、「VOICE...」（→「VISION」）が入ることになり6分短縮された。現在もラテ欄上は17時までだが、J-WAVEや本番組のホームページなどでは16時54分までの放送と定義されている。

### 過去
インターネット配信
- AbemaRADIO 日曜 13時 - 17時（2017年12月3日 - 2022年12月25日）

## 年間チャート1位獲得曲（SLAM JAM）
毎年1月1日(元日)は「The Annual Count-Down〜SLAM JAM」（ジ・アニュアル・カウントダウン〜スラム・ジャム。この後に前年の西暦年が入る）として放送され、前年度1月1週目から12月最終週までのランキングを集計して、年間チャートを放送している。
なお、「SLAM JAM」放送週の最新チャートは番組内でTOP10のみ放送される。ただし2013年度分は、前述の通り2013年12月31日に放送された。
また2013年12月31日には「TOKIO HOT 100 WHOLE OF FAME」と名付け、1988-2013年までの26年分の年間チャートで1位をとった曲をFIREWORKS DJ'S DJ URAKENがミックスしたものが放送された。
レギュラーチャートで1位を獲得したことがないのに年間1位になったのは1996年のERIC CLAPTON『CHANGE THE WORLD』と2019年のOFFICIAL髭男DISM『PRETENDER』、2022年のADO『新時代』、2023年のNEWJEANS『DITTO』の4曲。また、ERIC CLAPTON『CHANGE THE WORLD』は、レギュラーチャートのTOP10に27週間もエントリーしていたことから、2019年1月1日に放送された30年の総合チャートでも1位となった。
2021年までは年間チャート放送時に「SLAMJAM FLASHBACK」として過去の年間No.1ソングをフラッシュで紹介していた。2022年・2023年はスタッフの変更によりフラッシュがなくなったが、2024年は旧スタッフが番組に復帰したことでフラッシュが復活した。
また開局時の年末には「DYNAMIC AIRPLAY」と言うサブタイトルで年間チャートを発表していた。
| 年度                       | 曲名                  | アーティスト名                    | 最高位                    |
| 1988年                     | DESIRE                | U2                                | 1位（6週連続）            |
| 1989年                     | BATDANCE              | PRINCE                            | 1位（10週連続）           |
| 1990年                     | VOGUE                 | MADONNA                           | 1位（4週連続）            |
| 1991年                     | BECAUSE I LOVE YOU    | STEVIE B                          | 1位（1週）                |
| 1992年                     | I LOVE YOUR SMILE     | SHANICE                           | 1位（9週）                |
| 1993年                     | DREAMLOVER            | MARIAH CAREY                      | 1位（9週）                |
| 1994年                     | BABY, I LOVE YOUR WAY | BIG MOUNTAIN                      | 1位（2週）                |
| 1995年                     | SHY GUY               | DIANA KING                        | 1位（5週連続）            |
| 1996年                     | CHANGE THE WORLD      | ERIC CLAPTON                      | 2位                       |
| 1997年                     | COSMIC GIRL           | JAMIROQUAI                        | 1位（6週連続）            |
| 1998年                     | MY HEART WILL GO ON   | CELINE DION                       | 1位（4週連続）            |
| 1999年                     | CANNED HEAT           | JAMIROQUAI                        | 1位（8週連続）            |
| 2000年                     | MUSIC                 | MADONNA                           | 1位（7週連続）            |
| 2001年                     | ALL FOR YOU           | JANET JACKSON                     | 1位（9週連続）            |
| 2002年                     | TWO MONTHS OFF        | UNDERWORLD                        | 1位（通算5週）            |
| 2003年                     | CRAZY IN LOVE         | BEYONCE FEAT. JAY-Z               | 1位（7週連続）            |
| 2004年                     | DON'T TELL ME         | AVRIL LAVIGNE                     | 1位（4週連続）            |
| 2005年                     | MY WAY                | DEF TECH                          | 1位（通算4週）            |
| 2006年                     | BAD DAY               | DANIEL POWTER                     | 1位（4週連続）            |
| 2007年                     | BECAUSE OF YOU        | NE-YO                             | 1位（通算2週）            |
| 2008年                     | VIVA LA VIDA          | COLDPLAY                          | 1位（通算10週）           |
| 2009年                     | CELEBRATION           | MADONNA                           | 1位（通算7週）            |
| 2010年                     | MISERY                | MAROON 5                          | 1位（2週連続）            |
| 2011年                     | BOOM!                 | MAIA HIRASAWA                     | 1位（通算4週）            |
| 2012年                     | HAPPY PILLS           | NORAH JONES                       | 1位（通算9週）            |
| 2013年                     | GET LUCKY             | DAFT PUNK FEAT. PHARRELL WILLIAMS | 1位（通算9週）            |
| 2014年                     | HAPPY                 | PHARRELL WILLIAMS                 | 1位（通算4週）            |
| 2015年                     | I REALLY LIKE YOU     | CARLY RAE JEPSEN                  | 1位（通算2週）            |
| 2016年                     | 前前前世              | RADWIMPS                          | 1位（5週連続）            |
| 2017年                     | SHAPE OF YOU          | ED SHEERAN                        | 1位（1週）                |
| 2018年                     | NO TEARS LEFT TO CRY  | ARIANA GRANDE                     | 1位（5週連続）            |
| 1988年〜2018年（30年総合） | CHANGE THE WORLD      | ERIC CLAPTON                      | 2位（56週連続エントリー） |
| 2019年                     | PRETENDER             | OFFICIAL髭男DISM                  | 2位                       |
| 2020年                     | 感電                  | 米津玄師                          | 1位（通算6週）            |
| 2021年                     | BUTTER                | BTS                               | 1位（6週連続）            |
| 2022年                     | 新時代                | ADO                               | 2位                       |
| 2023年                     | DITTO                 | NEWJEANS                          | 2位                       |
| 2024年                     | APT.                  | ROSÉ & BRUNO MARS                 | 1位（2024年通算7週）      |

## TOKIO HOT 100 AWARD
TOKIO HOT 100 AWARDは、番組が保有する前年の全チャートにおける各楽曲のチャート・アクションをポイント換算した、あるデータをもとに部門のノミネートを決定。その中からリスナーからの投票により選出される賞である。対象期間は1月から12月となっており表彰式が開催される。あらかじめノミネートされている楽曲・アーティストの中から各部門1組を選び公式ホームページ等から投票するシステムとなっている。そのため年間チャート1位とベストソング部門の楽曲が必ずしも一致しない年度もある。
1995年度から2001年度は「J-WAVE AWARD」として例年10月（対象期間：前年9月から当該年8月）に表彰式が開催されていたが、2002年度から対象期間が対象期間は1月から12月に、開催時期が翌年2月に移行し、賞の名称も「TOKIO HOT 100 AWARD」へと改称、2010年度までこの名称で開催された。なお賞としての回次は引き継がれている。2008年度には開局20周年を記念しての特別賞「20th ANNIVERSARY AWARD」が設けられた。また、毎年10 - 11月に一般のリスナーにポスターを制作してもらい、それらを採用するという企画もあった。
2011年度は東日本大震災後に音楽の力が見直された事もあり、"HOPE FOR THE FUTURE"をキャッチフレーズとしたライヴイベント「TOKIO HOT 100 LIVE 〜Heart to Heart〜」を行うことになり、開催はなし。2012年度からは名称を「TOKIO HOT 100 CHART OF THE YEAR」に変更。発表会はJ-WAVEの本社近くのEX THEATER ROPPONGIで開催。賞典に関しても「SONG OF THE YEAR」が年間チャート1位楽曲がそのまま受賞するなど、リスナー投票は行わずチャート実績に基づいたものとなった。2015年度から2021年度は新木場STUDIO COASTで「TOKIO HOT 100 FESTIVAL」を開催するようになり、受賞関連のイベントは行われなくなった。
2022年度に「TOKIO HOT 100 AWARD」の名称を復活させた上で8年ぶりに開催される事が発表、各賞についても2020年代にふさわしい内容が設定、CHART OF THE YEARから引き続き年間チャート1位楽曲がベストソングとなる一方でリスナー投票も復活させつつ、J-WAVEのディレクターの投票によって決まる賞も設けられている。受賞セレモニーも再開され、2023年3月にBillboard Live YOKOHAMAで開催された。
2024年度は「SAISON CARD TOKIO HOT 100 MEGA JAM in TAKANAWA GATEWAY CITY」として、チャートを彩った番組所以のアーティストがライブを行うイベントが、2025年3月29日に開催された。出演はハナレグミ、iri、またトークゲストとしてMANATO（BE:FIRST）（UAも出演予定だったが、怪我のため出演が見送りとなる）。AWARDとしての開催はなし。
| 年度   | BEST SONG          | BEST PERFORMANCE | BEST PERFORMANCE | BEST BUZZ | BEST SONAR TRAX | DIRECTORS' CHOICE  | 特別賞                                                       |
| 年度   | BEST SONG          | 国内アーティスト | 海外アーティスト | BEST BUZZ | BEST SONAR TRAX | DIRECTORS' CHOICE  | 特別賞                                                       |
| ------ | ------------------ | ---------------- | ---------------- | --------- | --------------- | ------------------ | ------------------------------------------------------------ |
| 2022年 | 新時代 （Ado）     | King Gnu         | Billie Eilish    | SKY-HI    | Chilli Beans.   | Vaundy             |                                                              |
| 2023年 | Ditto （NewJeans） | sumika           | Måneskin         | imase     | TOMOO           | Ditto （NewJeans） | J-WAVE 35th ANNIVERSARY AWARD 東京スカパラダイスオーケストラ |

| 年度   | SONG OF THE YEAR                                               | ARTIST OF THE YEAR   | BRIGHTEST HOPE→ BRIGHTEST OF THE YEAR |
| ------ | -------------------------------------------------------------- | -------------------- | ------------------------------------- |
| 2012年 | Happy Pills （Norah Jones）                                    | 星野源               | きゃりーぱみゅぱみゅ Carly Rae Jepsen |
| 2013年 | Get Lucky （Daft Punk feat. Pharrell Williams & Nile Rodgers） | サカナクション       | KANA-BOON Salley                      |
| 2014年 | Happy （Pharrell Williams）                                    | Ariana Grande 秦基博 | Ariana Grande ゲスの極み乙女。        |

| 回数   | 年度   | ベストソング                          | ベスト男性 アーティスト               | ベスト女性 アーティスト               | ベストグループ                        | ベストニュー アーティスト             | 特別賞                                |
| ------ | ------ | ------------------------------------- | ------------------------------------- | ------------------------------------- | ------------------------------------- | ------------------------------------- | ------------------------------------- |
| 第8回  | 2002年 | ワダツミの木 （元ちとせ）             | 平井堅                                | 宇多田ヒカル                          | TLC                                   | Avlri Lavigne                         | -                                     |
| 第9回  | 2003年 | Crazy In Love （Beyoncé feat. Jay-Z） | 平井堅                                | Crystal Kay                           | EXILE                                 | Stacie Orrico                         | -                                     |
| 第10回 | 2004年 | 瞳をとじて （平井堅）                 | 平井堅                                | Alicia Keys                           | ORANGE RANGE                          | 東京事変                              | -                                     |
| 第11回 | 2005年 | My Way （Def Tech）                   | 平井堅                                | Madonna                               | レミオロメン                          | Def Tech                              | -                                     |
| 第12回 | 2006年 | Bad Day （Daniel Powter）             | スガシカオ                            | アンジェラ・アキ                      | EXILE                                 | 絢香                                  | -                                     |
| 第13回 | 2007年 | No One （Alicia Keys）                | 平井堅                                | 木村カエラ                            | EXILE                                 | 秦基博                                | -                                     |
| 第14回 | 2008年 | Viva La Vida （Coldplay）             | 秦基博                                | 木村カエラ                            | EXILE                                 | キマグレン                            | スガシカオ 平井堅                     |
| 第15回 | 2009年 | Butterfly （木村カエラ）              | 秦基博                                | Superfly                              | RIP SLYME                             | Lady Gaga                             | -                                     |
| 第16回 | 2010年 | Wildflower （Superfly）               | 秦基博                                | JUJU                                  | EXILE                                 | Charice                               | -                                     |
| -      | 2011年 | TOKIO HOT 100 LIVE 〜Heart to Heart〜 | TOKIO HOT 100 LIVE 〜Heart to Heart〜 | TOKIO HOT 100 LIVE 〜Heart to Heart〜 | TOKIO HOT 100 LIVE 〜Heart to Heart〜 | TOKIO HOT 100 LIVE 〜Heart to Heart〜 | TOKIO HOT 100 LIVE 〜Heart to Heart〜 |

| 回数  | 年度   | ベストソング                            | ベスト男性 アーティスト | ベスト女性 アーティスト | ベストグループ  | ベスト キャラクター | ベスト プロデューサー | ベストニュー アーティスト |
| ----- | ------ | --------------------------------------- | ----------------------- | ----------------------- | --------------- | ------------------- | --------------------- | ------------------------- |
| 第1回 | 1995年 | Carnival （The Cardigans）              | -                       | -                       | -               | -                   | -                     | -                         |
| 第2回 | 1996年 | How Crazy Are You? （Meja）             | -                       | -                       | -               | -                   | -                     | -                         |
| 第3回 | 1997年 | Virtual Insanity （Jamiroquai）         | J.K.                    | CHARA                   | Aerosmith       | Spice Girls         | Babyface              | -                         |
| 第4回 | 1998年 | My Heart Will Go On （Céline Dion）     | Eric Clapton            | MISIA                   | Oasis           | Chumbawamba         | Babyface              | -                         |
| 第5回 | 1999年 | Canned Heat （Jamiroquai）              | スガシカオ              | Lauryn Hill             | TLC             | Ricky Martin        | -                     | 宇多田ヒカル              |
| 第6回 | 2000年 | Doesn't Really Matter （Janet Jackson） | 平井堅                  | Madonna                 | m-flo           | -                   | -                     | 倉木麻衣                  |
| 第7回 | 2001年 | All For You （Janet Jackson）           | 平井堅                  | 宇多田ヒカル            | Destiny's Child | -                   | -                     | CHEMISTRY                 |

## 番組で使われる用語
- BRAND-NEW ENTRY (ブランドニュー・エントリー)

その週に新規にエントリーしてきた楽曲。
- RE-ENTRY (リエントリー)

1度チャート圏外になったものの再び100位以内に入ってきた楽曲。
- HIGH POWER DEBUT （ハイ・パワー・デビュー）

その週に初登場した楽曲の中で最も高い順位にエントリーした楽曲。
- HOT POPPER （ホット・ポッパー）

初登場以外の楽曲で、1週前のチャートから一番ランクを上げた楽曲。HOT POPPERの楽曲がそのままチャート1位ということもある。
- LONGEST ENTRY （ロンゲスト・エントリー）

チャートインしている楽曲の中で、最も長い期間チャートにエントリーし続けている楽曲。"STILL HERE?(まだこんなところに？)"というサウンドロゴがついて紹介される。

## 番組企画・コーナー
- オープニング〜LAST WEEKS TOP10〜カウントダウン開始
  - オープニングトークに続いて前週のトップ10を振り返る。2022年3月末までは番組内容紹介と提供クレジットの後CMに入り、その後にTOP100のカウントダウンを開始していた。
  - 2022年4月からはオープニングトークに続いて前週のトップ10を2位まで振り返って提供クレジット。CMを挟んで前の週の1位を紹介し、番組内容紹介した後にTOP100のカウントダウンを開始。
- 週刊 CHRISPAPER（13時30分頃）
  - 海外のゴシップネタを中心に、その週の音楽界・芸能界の話題を、クリス・ペプラーと当日ニュースを担当するアナウンサーが紹介する。以前はCHANNEL TOKIOというタイトルだった。担当アナウンサーは木次真紀であることが多い。
  - 2022年3月までは13:30頃の放送であったが、2022年4月より14:30頃の放送に移った。また、2022年4月から2022年9月まではクリス単独のコーナーであったが、2022年10月より木次がコーナーに復帰した。2024年7月より13:30頃に再移動。
- WELCOME TO TOKIO HOT 100（14時頃）
  - ゲストコーナー。新曲をリリースしたアーティストを中心に、毎週1・2組のアーティストが登場する。来日中の海外アーティストの出演も多い。2022年3月まではそれぞれ14時10分頃・15時10分頃の放送であり、コーナー後半において、番号の書かれたピンポン球が入った箱の中からくじ引きのように1個だけボールを取り出し、引いた番号にあらかじめ割り振られた質問をする「ピンポンBOX」という企画がほぼ必ず行われていた。また、2022年3月までは15時台は2組目のゲストがいる場合に行われていた。
  - 2022年4月より、海外アーティストへのインタビューを13時45分頃に行い、15時よりゲストをスタジオに招くトークパートが放送されるようになり、「ピンポンBOX」は事実上消滅した。
  - 2024年7月より14時頃のみに変更し、ガチャの中から1個だけボールを取り出し、引いた番号にあらかじめ割り振られた質問をする、「ピンポンBOX」の後継コーナーもスタートした。
- 逆電バスター（14時台・16時台）
  - クイズコーナー。それぞれの時間帯のチャート紹介から1曲ピックアップされ、その曲がかかっている間に電話でエントリーしたリスナーの中から、一人にスタジオから電話をかける。電話が繋がったリスナーにクリス・ペプラーがその楽曲にちなんだ三択クイズを出題。正解すると選べるチケット、不正解でも参加賞としてチャートにランクインした楽曲が入ったCDのうち1枚のプレゼントがもらえていた。2023年5月現在は、J-WAVEグッズ詰め合わせセットが贈呈されている。選べるチケットは1万円分からスタートし、不正解の場合、次回にキャリーオーバーとなり2万円、3万円…というように正解者が出るまで増額される。
  - 90年代半ばまでは「ラインバスターズ」といい、ハガキでエントリーしたリスナーの中から一名を選び逆電をしていた。また、2022年3月まではそれぞれ14時40分頃・15時50分頃の2回行われていたが、2022年4月より15時50分頃の1回だけとなり、プレゼントはAmazonのギフト券のみとなった。2024年7月より14時台と16時台の2回に戻る。
- 特集コーナー（15時台）
  - 2024年7月開始。毎週1つのテーマで音楽トピックを取り上げる。また、2025年2月9日からは音楽界の首領「ドン」を読んでトークするというテーマの「MUSIC DON DON」が不定期で行われている。
- THIS WEEKS TOP10（16時4分頃）
  - 前週のトップ10を振り返り、トップ10落ちを発表してトップ10の紹介へ。これ以降にランクインする楽曲は比較的長めにオンエアされる。
  - 1位発表前にその週の10位〜2位を振り返り、1位を発表する。
- TOP3 3連単予想 (2022年4月 - 2023年5月) → No.1予想クイズ (2023年6月 - )
  - 2022年4月より開始された、その週の上位3曲を番組中にリスナーに予想してもらう企画。番組内で随時ヒントを出し、5位発表直前で応募を締め切る。エンディングで的中者の数を発表、その中から抽選で1名に、1位の楽曲・アーティスト名と当選者のラジオネームが入った特製トロフィーをプレゼントしていた。当選者は翌週のLAST WEEKS TOP10の後に発表する形式。
  - 企画開始から2023年5月28日放送分までは上位3曲までの予想だったが、同年6月4日放送分からはその週の1位のアーティスト名のみを予想する形となっており、それに伴い番組内ヒントも全廃された。
  - 2024年7月からは、No.1予想クイズがリニューアルされ、「曲名」と「アーティスト名」の両方が必要となり、「#トキホ」のハッシュタグをつけたXでのポストによる応募も可能となった。また、プレゼントについても、クリスの直筆イラストを用いた番組特製Tシャツをプレゼントする形式に変わり、当選者は番組のエンディングで発表されるようになった。

そのほか、番組内ではHEADLINE NEWSが1回とTRAFFIC INFORMATIONが2回挿入されるが、TRAFFIC INFORMATIONに関しては他番組でも使用のものとは別のBGMが用意され、クリスが生でタイトルの読み上げとニュースアナウンサーへの引き継ぎを行う。
番組エンディングには英語で番組スタッフの紹介をした後クリスが「adios」と締めていた。なおTBSラジオ「大沢悠里のゆうゆうワイド」でも番組スタッフの紹介を番組エンディングで行っていたがこちらは日本語で紹介していた。

### 過去のコーナー
- 持ち込みレコメン（15時20分頃）
  - 2004年よりスタート。J-POPからワールドミュージックまで、その道のスペシャリストが週代わりで薦める楽曲を紹介する。ゲストが2組の場合は、この時間が2組目のWELCOME TO TOKIO HOT 100となるため休止。2022年3月をもって終了。
- MIX COUNTDOWN（15時40分頃）
  - 中盤の20位前後の約10曲をノンストップ・リミックスで紹介する（併せてタイトルも付けられるが、時節柄に合わせたタイトルであり、中身とは直接関係ない）。2013年12月1日までFIRE WORKS DJ'S DJ URAKENが担当していたが、体調不良によりその日で降板。現在はFIRE WORKS DJ'S DJ DRAGONが担当している（2019年2月10日からBLACK JAXX DJ DRAGONに改名）。2022年3月をもって終了。

## 番組スポンサー
2000年代以降は冠スポンサーに加えて複数社提供となっており、冠のスポンサー以外は、提供（スポンサー）が時間帯によって切り替わるため、番組のオープニング・エンディングと15:00ごろのヘッドラインニュースの前後で、クリス・ペプラーがそれぞれのスポンサーを英語で紹介している。AbemaRADIOでも途中からスポンサードネットを開始している。なおこれらのCMはコミュニティFMでは流れない。
サッポロビールが冠スポンサーの時代は、数多くのオリジナルCMや、ゲストと同社商品を呑みながらのトーク&プレゼントという構成となっていた（このスタイルは、サッポロビールがHOT100のスポンサーから降りた直後の2009年4月から放送開始し、クリス・ペプラーがナビゲーターを務めるOTOAJITOに引き継がれた）。系列のヱビスビールなど休日のビールを主題としたCM。ドラフトワンなどの「ドラドンピシャ」のコーナーなどが設けられていた。
マクドナルドが冠スポンサーの頃は「LUCKY NUMBER HOT 100」と題した企画が放送されていた。1～100の中から毎週1つの数字が選ばれ、その選ばれた数字の順位になるとマクドナルドの「i'm lovin' it」のジングルが流れ、特設サイトにその数字を入力するとマクドナルドで利用可能な割引クーポン（全員）やマックカード（抽選）が貰えた。
Olympicグループになってからは「Olympic HOT 10 RANKING」と題して、オリジナルキャラクター・トコトンが売れ筋商品のトップ10を発表するCMを放送していた。
2015年以降は、J-WAVEの株主でもあるクレディセゾンがスポンサーとなっており、2024年には同社の社内で公開収録が行われた。

### 冠スポンサー
現在
（2015年10月4日以降）
- クレディセゾン（SAISON CARD名義）

過去
- PIONEER（番組開始 - 1995年9月24日）
- SAPPORO BEER（1995年10月1日 - 2009年3月29日）
- McDonald's（2009年4月5日 - 2014年9月28日）
- Olympicグループ（2014年10月5日 - 2015年9月27日）

## 関連番組 CHECK THE HOT100
『CHECK THE HOT100』（チェック・ザ・ホットワンハンドレッド）は番組宣伝CMとは別の形で「TOKIO HOT 100」のチャートと予告などを含めたダイジェストを約5分で送る番組で当番組と同じくクリス・ペプラーがナビゲートする（2005年までは各番組のナビゲーターがナビゲートしていた）。平日の番組の中で放送されるがJ-WAVE HOLIDAY SPECIAL放送日は休止される。通称：チェキホ。
- 1998年04月 - 2000年03月：『BOOM TOWN』内11:00頃
- 2000年04月 - 2003年03月：『BOOM TOWN』内10:00頃
- 2004年04月 - 2005年03月：『VIVA! ACCESS』内13:20頃
- 2005年04月 - 2010年03月：『M+』内13:20頃
- 2010年04月 - 2015年03月：『I A.M.』内10:34頃
- 2015年04月 - 2017年03月：『POP UP!』内10:53頃
- 2017年04月 - ：『STEP ONE』内10:30頃

## 番組関連作品
書籍
- J-WAVE TOKIO HOT 100 '88-'97 TOKIOヒットチャート・ヒストリー（1997年、ISBN 4-276-23639-8、音楽之友社）

CD
- J-WAVE TOKIO HOT 100〜The 10th Anniversary Super Hits Selection（1998年）
  - 番組開始10周年記念として、第1弾（EMI、PONY CANYON、SONY、Victor、WARNERの各盤）、第2弾（avex、BMG、east west、EMI VOL.II、MERCURY、POLYDOR、UNIVERSALの各盤）の2期に分けて各社からオムニバスCDが発売された。
- J-WAVE TOKIO HOT100 NEW☆S（2000年）
  - 各レコード会社所属の新鋭アーティストの楽曲を収録した3枚（EMI、SME、WEAの各盤）のオムニバスCDが発売された。
- J-WAVE TOKIO HOT 100 30th ANNIVERSARY HITS（2018年）[49][50]
  - 開局30周年を記念し、各年の代表曲を収録したコンピレーションCD。J-POP EDITION（発売元：GT music）と洋楽 EDITION（発売元：ソニー・ミュージックジャパンインターナショナル）の2種類で、それぞれCD2枚組30曲収録。

## コミュニティFMで配信されている局
全国各地の多くのコミュニティFM局で配信が行われている。
- ラジオふらの（富良野）
- Be FM（八戸）
- FMアップルウェーブ（弘前）
- 横手かまくらFM（横手）
- カシオペアエフエム(二戸)
- FMあすも（一関）
- ラヂオもりおか（盛岡）
- きたかみE&Beエフエム(北上)
- ラジオ石巻（石巻）
- 登米コミュニティエフエム（登米）
- 仙台ラジオ3（仙台）
- fmいずみ(仙台)
- ラジオモンスター（山形）
- ラヂオはーと（三条）
- FMながおか（長岡）
- FMぜんこうじ（長野）
- FMとうみ（東御）
- iステーション（飯田）
- FMまつもと（松本）
- City-fm（富山）
- ラジオ・ミュー（黒部）
- エフエムいみず（射水）
- S-Wave（静岡）
- コーストFM（沼津）
- レディオf（富士）
- FM Haro!（浜松）[51]
- YES-fm（大阪）
- BAN-BANラジオ（加古川、2018年4月から）[52]
- RADIOBIRD（鳥取）
- FMくらしき（倉敷）
- FMちゅーピー（広島）
- レディオビンゴ（福山、週によっては休止する場合あり））[53]
- FM NANAKO（萩）
- FM761（坂出、15時から飛び乗り）
- エフエムびざん（徳島、2018年1月より）
- ホエールステーション（高知）
- シティFM764（都城、毎時58分頃に飛び降り、CMと時報を流す）
- フレンズFM762（鹿児島）

### 過去配信されていたコミュニティFM
- FM-JAGA（帯広、2019年9月に終了）
- シーウェーブ（いわき）
- FMポコ（福島）
- FM愛'S（会津若松）
- FM KENTO（新潟）
- PORT WAVE（四日市、毎時間CM・時報をならすため飛び降り）
- FM-N1（野々市）
- Radioあいらんど（福井）
- たんなん夢レディオ（鯖江、自社番組放送あり・毎時間58分でCM・時報をならすため飛び降り）
- HARBOR STATION（敦賀）
- Radio momo（岡山）
- エフエム津山（津山）
- NOAS FM（中津）
- エフエムみやこ（沖縄県宮古）

## JFL各局の「HOT 100」
- ZIP HOT 100（ZIP-FM）
- OSAKAN HOT 100（FM802）
- SAPPORO HOT 100（FM NORTH WAVE） - 2008年3月30日〜2016年4月3日は中断。

放送が終了した番組
- COUNTDOWN KYUSHU HOT 100（CROSS FM） - 形を変えながら放送されたが2011年3月でいったん中断。2017年4月より『CROSS COUNTDOWN RADIO』が放送されているが100曲カウントダウンではない。